# Осиновка (верхний приток Савалы)
Осиновка — река в России, протекает по Тамбовской области. Правый приток Савалы.

## География
Река Осиновка берёт начало у деревни Прудовка Сампурского района. Течёт на юг по открытой местности. На реке устроено несколько прудов. Устье реки находится у деревни Осиновка Жердевского района в 202 км от устья Савалы. Длина реки составляет 19 км, площадь водосборного бассейна — 141 км².

## Данные водного реестра
По данным государственного водного реестра России относится к Донскому бассейновому округу, водохозяйственный участок реки — Савала, речной подбассейн реки — Хопер. Речной бассейн реки — Дон (российская часть бассейна).